# Ammodytes tobianus
Ammodytes tobianus, a galeota-menor, é uma espécie de peixe pertencente à família Ammodytidae.
A autoridade científica da espécie é Linnaeus, tendo sido descrita no ano de 1758.

## Portugal
Encontra-se presente em Portugal, onde é uma espécie nativa.

## Descrição
Trata-se de uma espécie de água salobra e marinha. Atinge os 20 cm de comprimento total , com base de indivíduos de sexo indeterminado.